# Sontregio

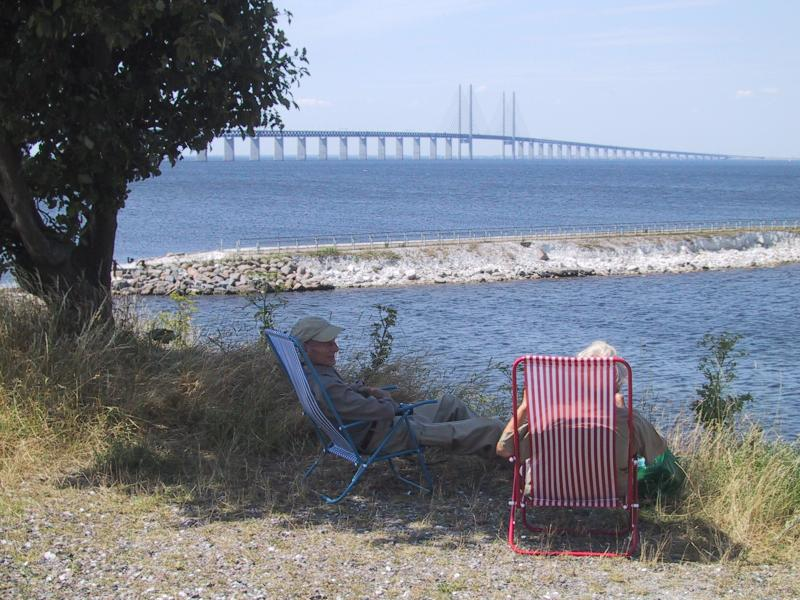
Uitzicht op de Sontbrug vanaf de Zweedse kant.

De Sontregio.

De Sontregio (Deens: Øresundsregionen, Zweeds: Öresundsregionen) is een transnationale regio in het zuiden van Scandinavië, bij de kust van de Sont (Øresund of Öresund). Het oostelijke deel maakt deel uit van de provincie Skåne in Zuid-Zweden; het westelijke deel maakt deel uit van het Deense eiland Seeland. De beide gebieden zijn sinds 2000 verbonden door de Sontbrug.
In het gebied liggen de Deense steden Kopenhagen, Køge, Roskilde en Helsingør; en de Zweedse steden Malmö, Lund en Helsingborg. Op een oppervlakte van 20.869 km² wonen 3.583.842 mensen (2004), waarvan twee derde in het Deense deel. Door het inwoneraantal wordt de regio ook wel de grootste metropool van Scandinavië genoemd.
Er was in 2016 vanuit de Zweedse en Deense regering interesse om de Olympische Zomerspelen van 2024 in de Sontregio te houden.